# Титон (приток Хенрис-Форка)
Титон (англ. Teton River) — река на юго-востоке штата Айдахо, США. Приток реки Хенрис-Форк, которая в свою очередь является притоком реки Снейк. Длина составляет 131,2 км; площадь бассейна — 2927 км.
Берёт начало вблизи города Виктор, в округе Титон, Айдахо, недалеко от границы с Вайомингом в виде слияния нескольких ручьёв, стекающих с окрестных гор. Река течёт в северном направлении через широкую долину Титон (Пьерс-Хоул), расположенную между горным хребтом Титон (на востоке) и хребтом Биг-Хоул (на западе). В верхнем течении берега реки преимущественно заболочены. После выхода из северной оконечности долины в районе границы между округами Титон и Фримонт река входит в труднодоступный каньон Титон, длина которого составляет около 40 км. Здесь она принимает притоки Баджер-Крик и Бич-Крик (с востока), после чего поворачивает на запад и принимает приток Каньон-Крик (с юга). Ниже места, где раньше располагалась плотина Титон, к северо-востоку от города Ньюдейл, река Титон раздваивается на 2 рукава: Норт-Титон и Саут-Титон. Рукав Саут-Титон течёт главным образом на юго-запад и впадает в реку Хенрис-Форк к западу от города Рексберг, на юго-западной окраине обширной внутренней дельты, которую Хенрис-Форк здесь образует. Рукав Норт-Форк течёт в западном направлении и впадает в Хенрис-Форк в Ворм-Слау.
В 1964 году было выделено финансирование на строительство на реке насыпной дамбы с целью создания водохранилища. В 1972 году начались строительные работы и в 1976 году сооружение было сдано в эксплуатацию. 5 июня 1976 года в результате прорыва построенной плотины были разрушены гидроэлектростанция и несколько населенных пунктов ниже по течению (погибли 9 человек, свыше тысячи были ранены и травмированы, ущерб составил свыше 1 млрд. долларов).